# Ebnet

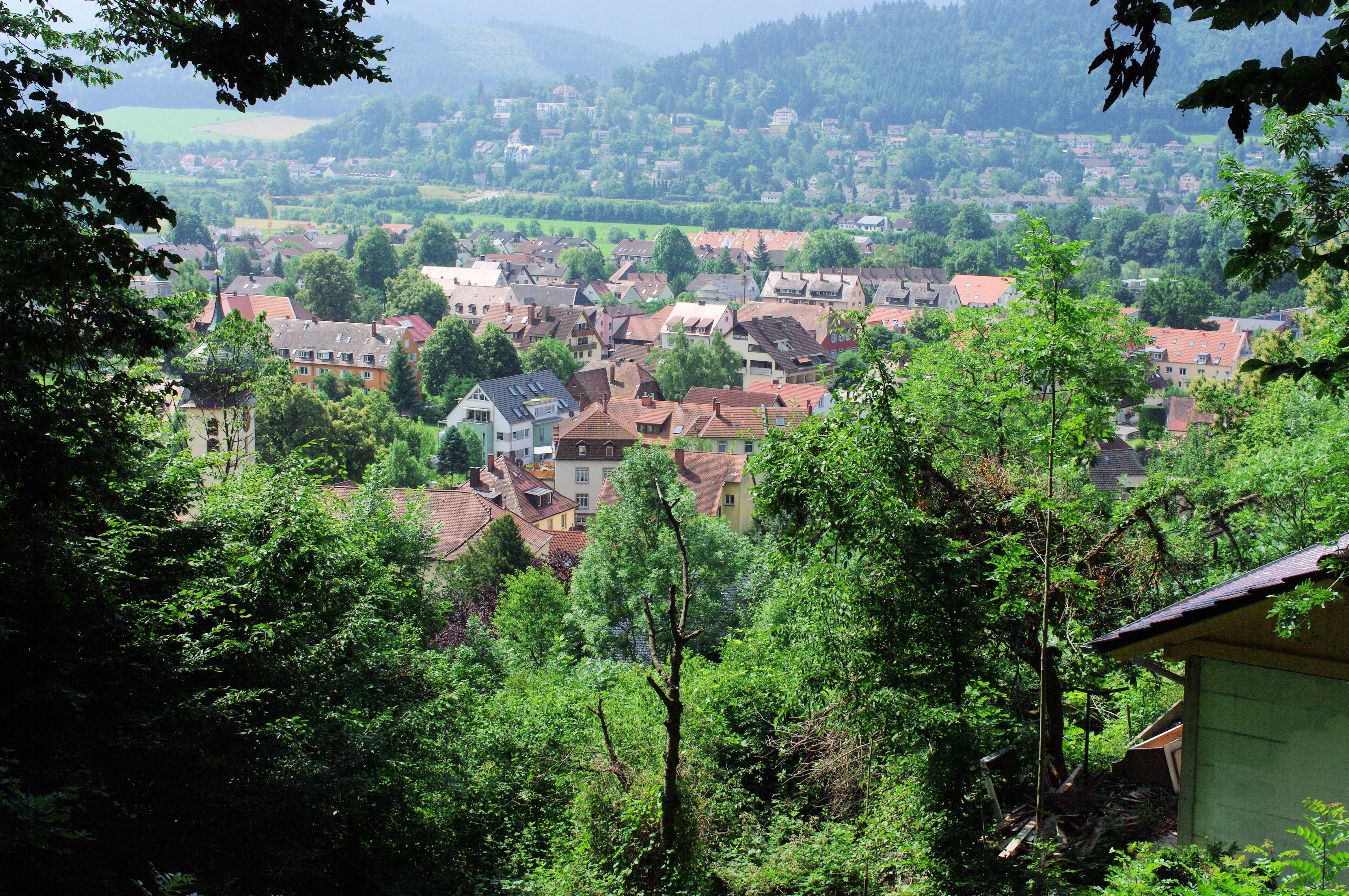
Vista de Ebnet con la torre de San Hilario a la izquierda

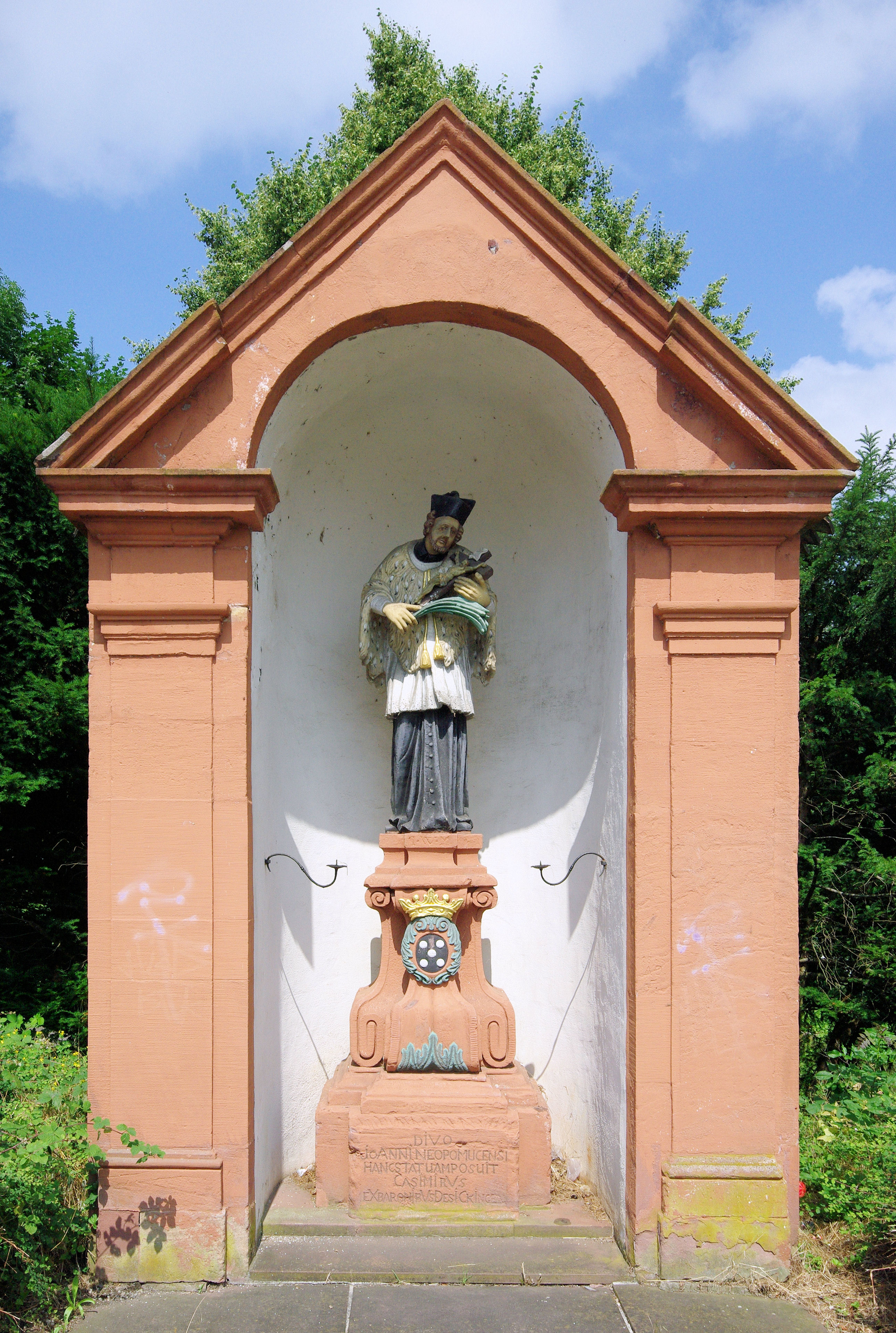
Estatua de San Nepomuceno

Ebnet es un barrio en el este de Friburgo de Brisgovia en Baden-Wurtemberg, Alemania. Está ubicado al sur del macizo del Roßkopf y al norte del río Dreisam. La aldea con unos 2.500 habitantes pertenece a Friburgo desde 1974, pero todavía tiene su administración local propia. A través de Ebnet fluye el arroyo Eschbach que cerca del castillo de Ebnet desemboca en el río Dreisam.

## Valle Welchental
El Welchental es un pequeño valle lateral del valle del Dreisam al pie del macizo del Roßkopf en el noreste de Ebnet con muy pocas casas dispersas por el valle. En siglos pasados hubo explotación minera en la parte trasera del valle. A través del valle fluye el arroyo Welchentalbach que unos 500 m al sur de la salida del valle desemboca en el arroyo Eschbach.

### Escultura de madera
Desde el 7 de octubre de una obra de arte del escultor Thomas Rees se encuentra en el bosque del Welchental cerca de la capilla de San Wendelino. Se trata de la escultura tallada del tronco de un árbol que representa a un ladrón pensativo.

## Puentecillo del Castillo
El Puentecillo del Castillo sobre el río Dreisam al sur del castillo de Ebnet fue construido en 1977 como puentecillo de madera para peatones y ciclistas para conectar los barrios Ebnet y Littenweiler. Debido a daños materiales graves fue restaurado en 2011 como puentecillo de acero de construcción ligera.

## Puntos de interés
- Castillo de Ebnet
- Iglesia de San Hilario
- Capilla de Santa Ana
- Capilla de San Wendelino

## Enlaces
- Wikimedia Commons alberga una categoría multimedia sobre Ebnet.
- Páginas Badenses: Vistas de Ebnet
- Valle del Dreisam online: Friburgo-Ebnet (enlace roto disponible en Internet Archive; véase el historial, la primera versión y la última).
- Descubriendo Friburgo: Ebnet
- Valle del Dreisam online: Puentecillo del castillo de Ebnet